# Немой кинематограф

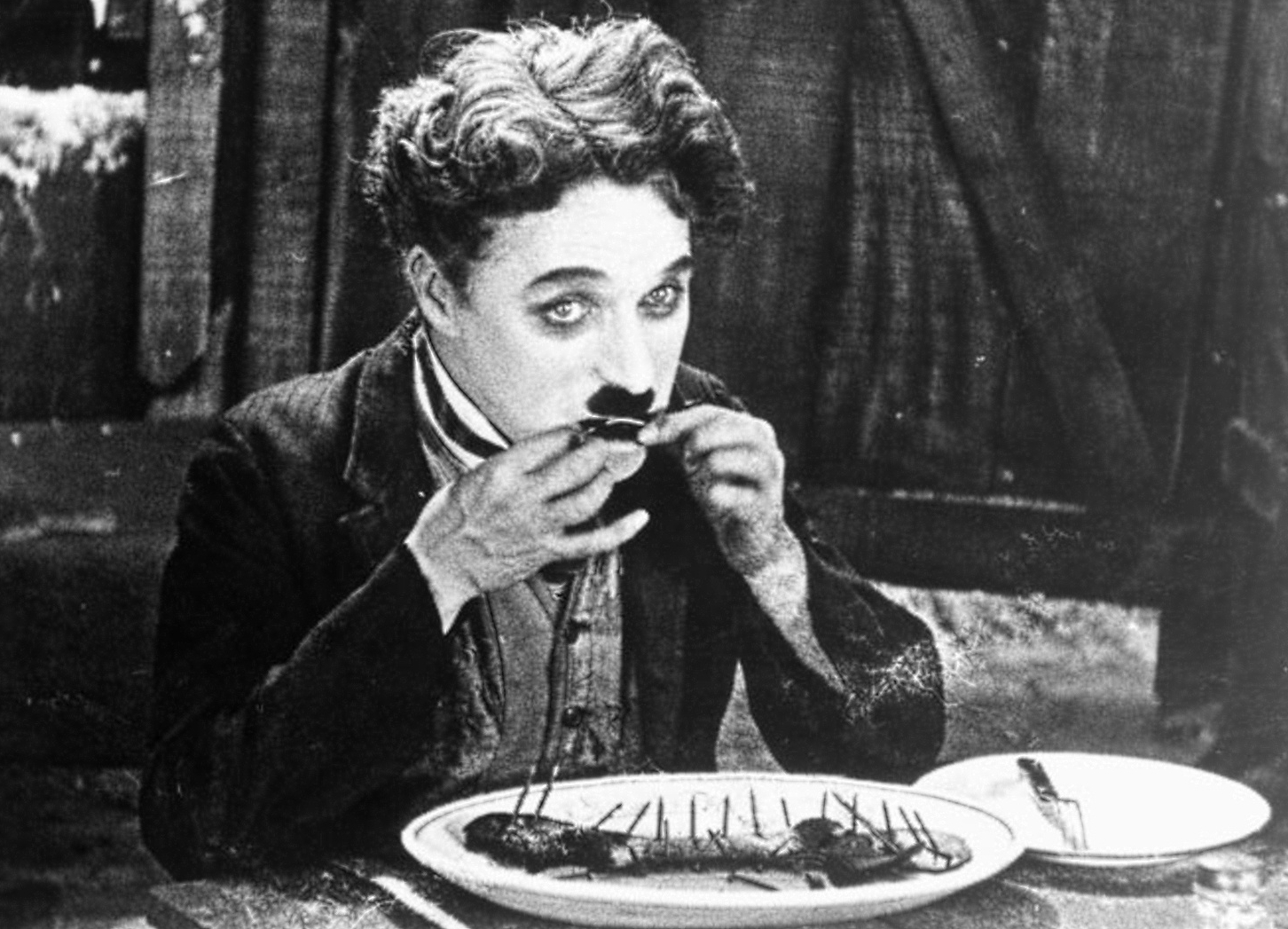
Кадр немого фильма «Золотая лихорадка» с Чарли Чаплином

Немой кинематограф, Немое кино — разновидность кинематографа, не имеющая записанного звукового сопровождения. С момента изобретения кинотехнологии и вплоть до появления звукового кино немые фильмы были единственной разновидностью кинофильмов. Вместо синхронной фонограммы в качестве звукового сопровождения немых кинокартин использовалась живая музыка в исполнении оркестра или одиночного тапёра. В настоящее время немые фильмы, кроме редких исключений, не выпускаются. С появлением звука в кино большинство прокатчиков сочло бесполезным хранение немых кинолент, утилизировав их большую часть. На сегодняшний день сохранилось не более 25 % немых кинокартин, созданных в ту эпоху.

## Историческая справка
Появлению немого кинематографа предшествовали изобретения различных технологий создания движущихся рисунков, таких как зоотроп, фенакистископ, зупраксископ, стробоскоп и многих других. Запись и воспроизведение движущегося изображения существующих предметов была бы невозможна без изобретения фотографии в первой половине XIX века и её совершенствования, позволившего делать моментальные снимки с выдержками в доли секунды. Промежуточным этапом между фотографией и кинематографом считается хронофотография, изначально предназначенная для изучения быстрых движений животных и людей. В истории кинематографа было несколько важнейших дат:

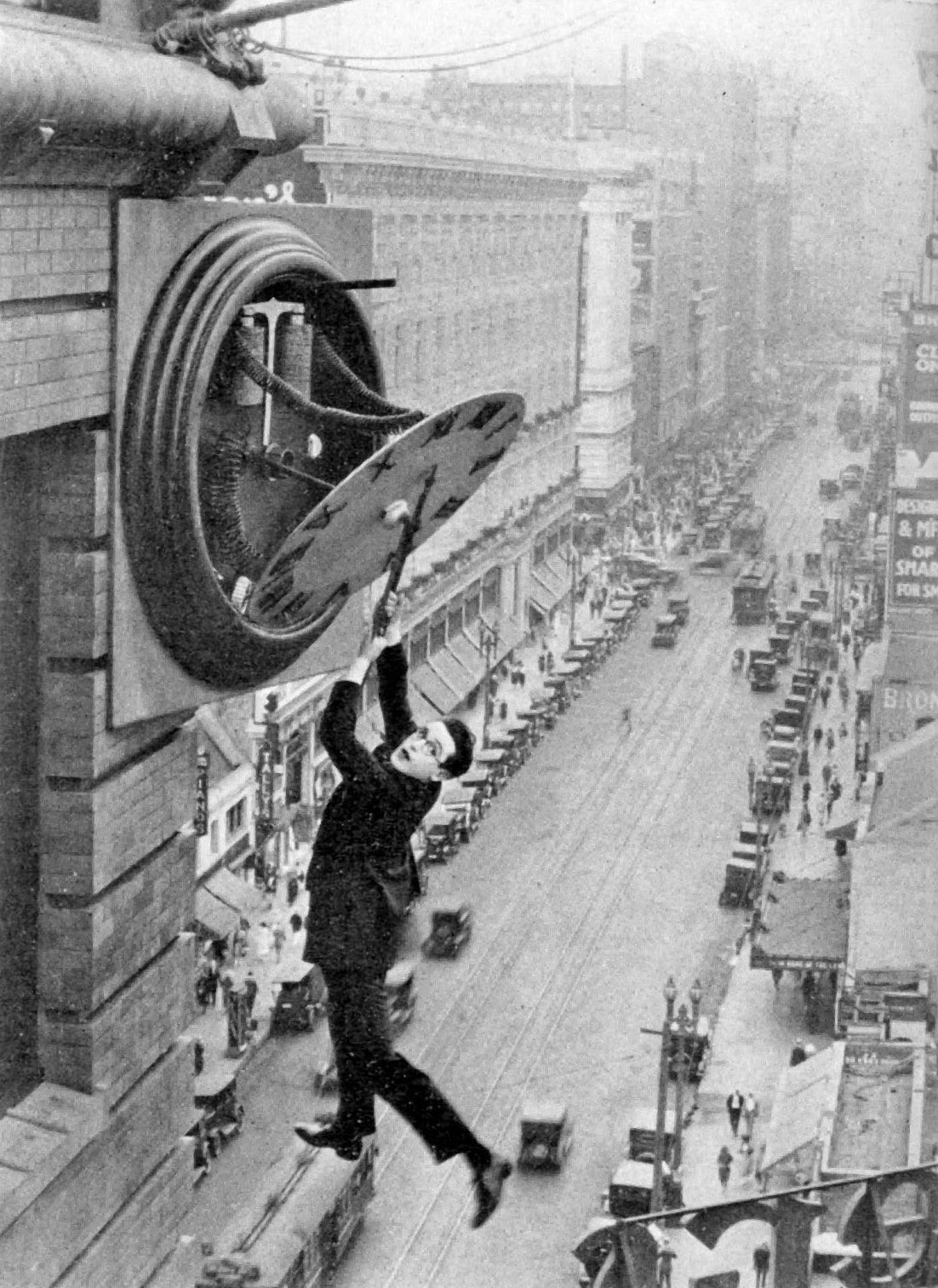
Кадр из фильма «Безопасность прениже всего!», ставший одним из символов немого кино

- В 1871 году Ричард Меддокс изобрёл сухой желатиносеребряный фотопроцесс, позднее превзошедший по светочувствительности все предыдущие технологии[4].
- В 1878 году Эдвард Мэйбридж создал хронофотографический снимок скачущей лошади по кличке «Оксидент» с помощью нескольких последовательно срабатывающих фотоаппаратов[5].
- В 1884 году Джордж Истмен выпустил рулонную негативную фотобумагу, покрытую желатиносеребряной фотоэмульсией[6].
- В 1888 году изобретатель Луи Лепренс снял на фотобумагу Истмена первый в истории киноролик — «Сцена в саду Роундхэй». В конце того же года Лепренс снял «Движение транспорта по мосту Лидс»[7].
- В 1889 году компания Eastman Kodak выпустила первую рулонную фотоплёнку на целлулоидной основе, ставшую прообразом киноплёнки[6].
- В 1891 году американский изобретатель Томас Эдисон получил патент на устройство под названием «Кинетоскоп», ставшее первым массовым киноаппаратом, использующим перфорированную киноплёнку[8][9]. 20 мая того же года публике показан первый фильм «Приветствие Диксона».
- 14 апреля 1894 года на Бродвее открылся первый «кабинет» (англ. Kinetoscope Parlor), в котором были установлены десять «Кинетоскопов», предназначенных для платного просмотра коротких кинороликов через окуляр[10]. К 1 июня открылись аналогичные заведения в Чикаго и Сан-Франциско, а 17 октября появился первый кинозал за пределами США — в Лондоне.
- 13 февраля 1895 года братья Люмьер получили патент на аппарат «Синематограф», который стал результатом усовершенствования «Кинетоскопа»[11]. В отличие от своего предшественника, новый аппарат позволял демонстрировать фильмы большой аудитории на экране.

Первая публичная демонстрация «Синематографа» состоялась 22 марта 1895 года в зале дома 44 на улице Ренн в Париже. Был показан фильм «Выход рабочих с фабрики братьев Люмьер в Лионе», который запечатлел работников, выходящих из ворот предприятия по окончании рабочего дня. 28 декабря того же года в индийском салоне «Гран-кафе» на бульваре Капуцинок, 14 состоялся первый коммерческий киносеанс «Синематографа». На нём демонстрировались 10 фильмов продолжительностью около одной минуты каждый. В числе других фильмов, на сеансе показана первая кинокомедия — «Политый поливальщик». Доход от первого публичного киносеанса составил всего 35 франков, но на следующий день толпа желающих стать кинозрителями растянулась в огромную очередь.
Длина первых немых фильмов составляла 50 футов (чуть более 15 метров), занимая меньше минуты экранного времени. Такова была ёмкость стандартной катушки киноплёнки «Эдисон-Кодак». Однако, главной причиной столь короткой длительности первых фильмов было отсутствие в лентопротяжных механизмах аппаратуры так называемой «петли Латама», без которой скачковый механизм начинал рвать слишком длинную киноплёнку. Проблему удалось устранить в 1897 году изобретателю Вудвилу Латаму. До появления всеобщего стандарта перфорации и холостых лопастей обтюратора в кинопроекторе, устранявших неустойчивость и мелькание изображения, зрители уставали от просмотра через несколько минут. К 1908 году длина возросла до 300 метров, соответствующих 15 минутам при частоте проекции 16 кадров в секунду. К началу Первой мировой войны длительность большинства фильмов стала превышать один час, благодаря появлению двухпостной технологии кинопоказа. Первый в мире полнометражный фильм «Подлинная история банды Келли» длиной 1225 метров выпущен в 1906 году в Австралии.

## Технические стандарты

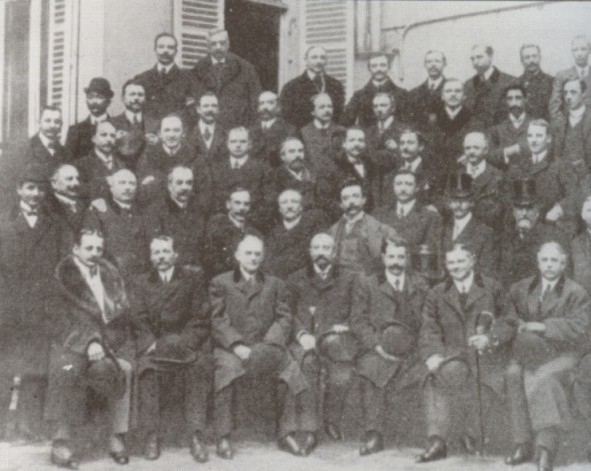
Делегаты Международного конгресса кинопредпринимателей (Congrès International des Editeurs du Film, Париж, февраль 1909). В первом ряду (справа-налево): второй — Чарльз Урбан, Леон Гомон, Жорж Мельес, Джордж Истман, Шарль Пате, Джордж Роджерс. На фото присутствуют Вил Баркер, Сесиль Хепуорт, Роберт Пол, Джордж Крикс, Джеймс Уильямсон.

Во времена немого кинематографа были созданы технические решения, некоторые из которых используются до сегодняшнего дня. Подавляющее большинство кинокартин выпускалось на 35-мм киноплёнке с двухсторонней перфорацией и современным шагом кадра 19 мм. Первоначально существовали две разновидности этой системы: «американская» и «французская». Первая, разработанная Эдисоном для «Кинетоскопа», использовала в пределах шага кадра четыре перфорации прямоугольной формы, тогда как европейский вариант братьев Люмьер снабжался единственной круглой перфорацией. В 1909 году система Эдисона была выбрана Конгрессом кинопредпринимателей в качестве общемирового стандарта. Независимо от типа перфорации кадр занимал всю ширину между её рядами и размер его всегда составлял 18×24 мм. Немая киноплёнка стала основой для классического формата звукового кино, стандартизированного в 1932 году. Сохранились ширина плёнки и шаг кадра, который уменьшился до размера 16×22 мм, чтобы разместить сбоку оптическую совмещённую фонограмму. Из-за этого «немое» соотношение сторон экрана 1,33:1 незначительно изменилось до «академического» 1,375:1. В настоящее время размеры «немого кадра» используются в разновидности современной кинематографической системы «Супер-35» с шагом кадра в 4 перфорации.
Первые фильмы Эдисона снимались и демонстрировались с частотой 30—40 кадров в секунду, поскольку теоретического обоснования этого параметра ещё не существовало. После успеха «Синематографа» Люмьеров, выбранная ими частота киносъёмки и проекции 16 кадров в секунду постепенно стала всеобщим стандартом для немого кинематографа. В отличие от звукового кино, изменение частоты проекции в котором недопустимо, поскольку вызывает искажения звука, немые фильмы могли демонстрироваться с произвольной скоростью. Кинопроекторы первых лет не имели стабилизированного электропривода, и киномеханики, вращавшие механизм вручную, часто выбирали частоту проекции на своё усмотрение, исходя из «темперамента» публики. Роль человека, вращавшего ручку кинопроектора на заре кинематографа считалась не менее важной, чем роль создателей фильма: подбор темпа проекции также считался искусством. Для более спокойных зрителей выбиралась скорость 18—24 кадров в секунду, а для «живой» публики фильм ускорялся до 20—30 кадров в секунду. Наметившаяся тенденция показа фильмов с увеличенной частотой объяснялась коммерческими соображениями кинопрокатчиков, стремившихся укоротить киносеансы и увеличить «проходимость» залов. В некоторых случаях скорость демонстрации доходила до 50 кадров в секунду, совершенно искажая движение на экране. В Германии даже было выпущено специальное постановление полиции о недопустимости повышения частоты проекции выше стандартной.

## Художественные особенности
Первые немые фильмы были экспериментальными и предназначались для демонстрации состоятельности новой технологии. Сюжеты коротких роликов Кинетографа и Синематографа были примитивны и повторяли тематику зоотропа. Каталог кинороликов для Кинетоскопа, насчитывавший в конце 1894 года 60 наименований, в основном состоял из фильмов о дрессированных животных, акробатах, танцах и борьбе. Несколько первых лет публика довольствовалась самим фактом «движущихся фотографий», независимо от их сюжета, а кинематограф рассматривался, как ярмарочный аттракцион, приносящий быстрый заработок. Становление профессиональной киноиндустрии на рубеже XIX и XX веков и появление конкуренции среди кинопроизводителей заставили постановщиков совершенствовать сюжеты, но прогресс не пошёл слишком далеко.
Сюжеты комедий ... строились на глупых положениях или на контрастах. Герои ... гнались друг за другом, падали в речку или в грязную лужу; жена избивала мужа, приходившего домой пьяным; героя обливали водой при проходах его по улицам и садам; муж (что было обычным сюжетом) ссорился с тёщей, ссора оканчивалась, как всегда, дракой и победой тёщиЛуи Форестье
В результате сформировалось целое направление немого кинематографа, позднее названное «комедией затрещин». Фирменным приёмом таких фильмов стало метание торта, быстро превратившееся в штамп. От актёров зачастую требовались не драматические способности, а умение эффектно падать перед камерой.
Изобразительные и художественные возможности немого кинематографа в начале его развития были чрезвычайно примитивны. Первые немые фильмы снимались одним кадром без монтажа и панорамирования. Кинооператор устанавливал свой аппарат так, чтобы в кадре была вся декорация. Фундусная система ещё не была изобретена, и холст с нарисованным серой или коричневой краской фоном крепился на деревянной раме. При этом в правом нижнем углу должна была обязательно отображаться торговая марка киностудии, приклеенная к декорации для маркировки негатива. 
Персонажи всегда снимались в полный рост, без какого бы то ни было деления на средние, крупные и общие планы. Если актёр переступал отведённые границы, обозначенные прибитыми на полу планками, и его ноги обрезались кадровой рамкой, дубль считался бракованным, потому что «человек не может ходить без ног». 
Примитивным было и освещение снимаемых сцен: первые годы съёмочные павильоны, как и фотоателье, вообще обходились без осветительных приборов, используя дневной свет, проходящий через стеклянную крышу. Зачастую крыша и вовсе отсутствовала, а «стены» монтировались прямо во дворе студии. Первый в мире кинопавильон «Чёрная Мария» имел поворотную конструкцию, ориентируясь на свет Солнца, перемещающегося по небосводу. Искусственная подсветка использовалась только для достижения требуемой экспозиции и устанавливалась со стороны камеры, не создавая светотеневого рисунка.

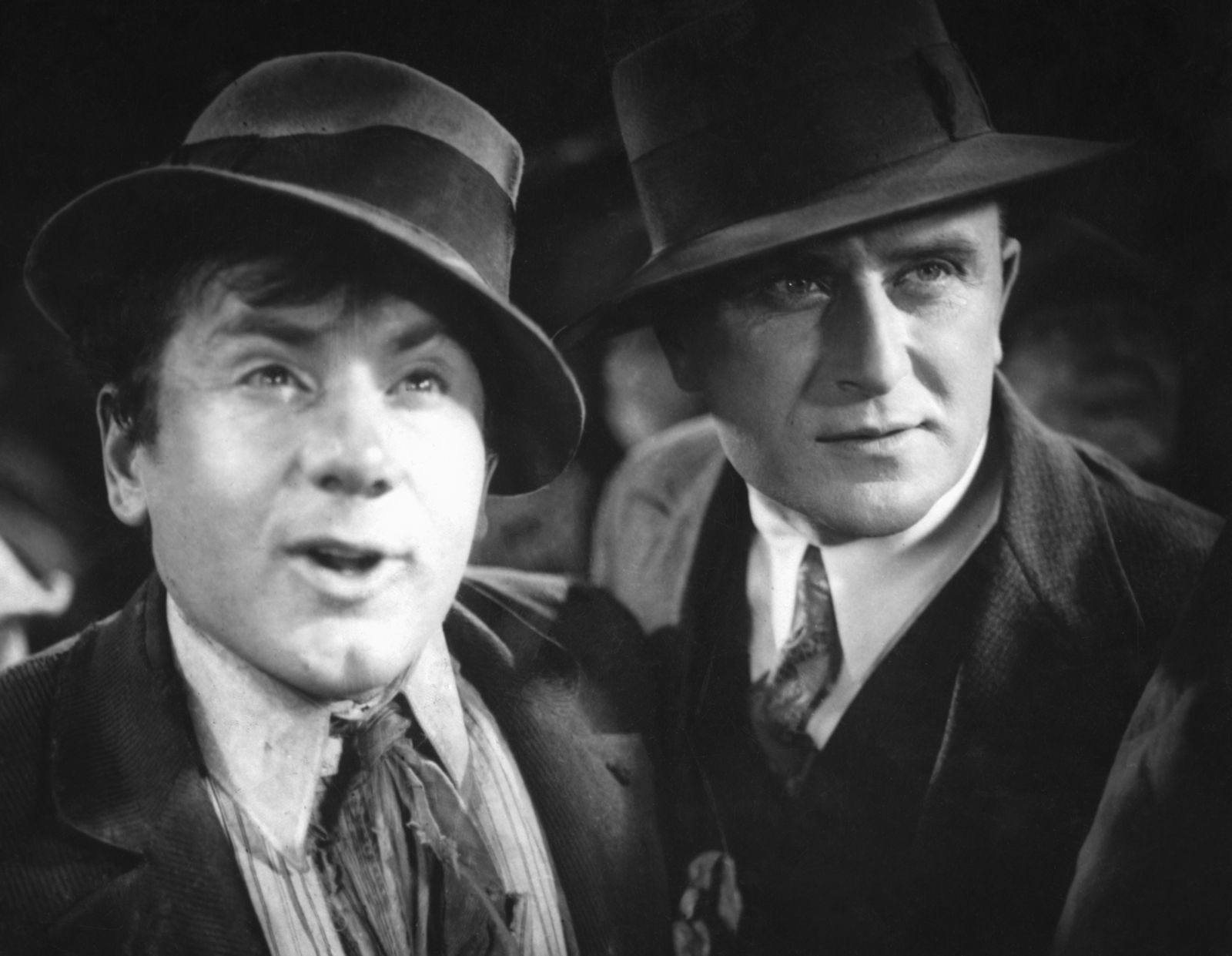
Игорь Ильинский (слева) и Анатолий Кторов в фильме «Праздник святого Иоргена»

Вплоть до появления звукового кинематографа для съёмки использовалась ортохроматическая киноплёнка, не чувствительная к красному свету. Панхроматическая киноплёнка, появившаяся к началу 1920-х годов, и чувствительная ко всему видимому спектру, использовалась мало из-за более высокой стоимости. Всё это привносило в изображение особенности, выражавшиеся в искажённой передаче полутонов цветных объектов, особенно человеческого лица. Без использования специального грима губы красного цвета отображались чёрными, а радужная оболочка голубых глаз выходила на позитиве белой. До Первой мировой войны в немом кино не было своих профессиональных актёров: для съёмок приглашались работники театров, цирка и эстрады. Советский кинооператор Луи Форестье, заставший становление немого кинематографа, писал:
Крупные театральные артисты не интересовались кино, даже презирали его. От них часто можно было слышать: «Кино — это дело для ярмарочных балаганов». Да и кого из серьёзных актёров мог заинтересовать низкий художественный уровень тогдашней кинопродукции и сравнительно низкая оплата актёрского труда на кинофабриках?
Однако отсутствие доступной технологии записи и синхронного воспроизведения звука стало катализатором поиска дополнительных возможностей организации немого изобразительного ряда. Благодаря этому ограничению сложилась «немая» школа изложения сложного сюжета средствами монтажа, а основой актёрской игры стал специфический вид пантомимы. Выработался совершенно особый неповторимый стиль общения со зрителем при помощи мимики и жестов. Выразительность движений некоторых актёров немого кино вряд ли может быть превзойдена даже в современных звуковых фильмах.
Одним из этапов развития киноязыка стало появление интертитров — текстовых вставок, которые давали пояснения по сюжету, воспроизводили реплики персонажей или даже комментировали происходящее для аудитории. Они использовались как заглавия монтажных частей, как замена звуковой речи, как средство изложения сюжета и связывания отдельных сюжетных фрагментов. В России в начале XX века существовали титровочные мастерские, которые выполняли для прокатчиков изготовление монтажных фрагментов с интертитрами. Таким образом удавалось экономить при закупках иностранных картин, поскольку стоимость погонного метра киноплёнки с титрами, часто безграмотно переведёнными на русский язык, не отличалась от стоимости такого же отрезка с изображением. По требованию прокатчиков, фильм поставлялся с короткими врезками в 1—2 кадрика с титрами на языке оригинала, а русские титры печатались на месте. Крупнейшим изготовителем интертитров в дореволюционной России была кинофабрика Ханжонкова.
Немое кино — самая чистая форма кинематографа. Ему, конечно, не хватает звука человеческого голоса и шумов. Но их добавление не искупило тех необратимых последствий, которые повлекло за собой. Если ранее не хватало одного только звука, то с его введением мы лишились всех достижений, завоёванных чистым кинематографом.
Со временем титры были осмыслены как эстетически важная часть фильма: они специально оформлялись и согласовывались с остальным материалом. По мере расширения художественных средств немого кино появилась также возможность создавать полнометражные фильмы без интертитров; это было характерно прежде всего для немецкой «камерной драмы», наиболее важным примером которой является фильм Мурнау «Последний человек». К началу 1920-х годов немой кинематограф обзавёлся широким набором художественных средств, которые обусловили параллельное развитие нескольких направлений кинематографа как искусства — наиболее принципиальны и влиятельны оказались немецкий киноэкспрессионизм (Фридрих Вильгельм Мурнау, Фриц Ланг, Пауль Лени и др.), американская повествовательная школа (Дэвид Уорк Гриффит, Томас Инс и др.) и советская школа документально-художественного фильма (Дзига Вертов).
В конце эпохи немого кино великие кинематографисты — практически все — достигли уровня, близкого к совершенству. Введение звука поставило их достижения под угрозу. Дело в том, что в тот период блестящее мастерство замечательных художников оттенило жалкое непотребство прочих, и люди малодостойные потихоньку вытеснялись из профессии. Теперь же с приходом звука серость благополучно вернулась на свои позиции.
Сложившаяся к середине 1920-х годов эстетика немого кинематографа сделала его равноправным среди других видов искусств. Благодаря усовершенствованиям киноаппаратуры появились совершенно новые изобразительные приёмы, такие как крупный и средний планы, панорамирование, движение камеры и ракурсная съёмка. Кинооператор из технического специалиста превратился в полноценного соавтора кинопроизведения. Монтаж стал динамичным и приобрёл собственный язык, усложнивший повествование. Сниматься в кино стало престижным даже для маститых актёров, пришедших на съёмочные площадки вместе с режиссёрами-новаторами. К концу десятилетия были созданы киношедевры, оказавшие влияние не только на немой, но и на будущий звуковой кинематограф. Это такие картины, как «Броненосец Потёмкин» Эйзенштейна, «Мать» Пудовкина и «Рождение нации» Гриффита. Попытки создать звуковой кинематограф начали восприниматься большинством кинодеятелей негативно, как прямая угроза киноискусству. Владельцы киностудий сопротивлялись приходу звука, так как не без оснований считали, что это нанесёт удар по интернациональности немого кинематографа. Американские кинопродюсеры всерьёз опасались прекращения экспорта кинокартин с приходом звука, способного резко снизить доходы Голливуда. Многие деятели кино предрекали падение художественного уровня звуковых кинокартин.
В 1928 году советские кинематографисты Всеволод Пудовкин, Сергей Эйзенштейн и Григорий Александров выступили со «Звуковой заявкой», предостерегая от злоупотребления звуком. Тем не менее, развитие технологий и появление конкуренции со стороны радиовещания, неуклонно приближали наступление эры звукового кинематографа. Первые звуковые фильмы действительно продемонстрировали серьёзное снижение художественности, главным образом из-за сложности ранней звукозаписи и ограничений при монтаже фонограммы. Несовершенство технологии синхронной съёмки первых нескольких десятилетий привело к преобладанию длинных диалоговых монтажных планов, немыслимых в немом кинематографе. От динамичного монтажа приходилось отказываться. Громоздкость синхронных кинокамер и звукозаписывающего оборудования заставляла избегать натурных съёмок, которые имитировались в павильонах при помощи рирпроекции, изобретённой специально для звукового кино.
Первым звуковым фильмом, вышедшим в широкий прокат, стала американская кинокартина «Певец джаза» (The Jazz Singer, 1927). Однако преимущественное производство немых фильмов продолжалось ещё как минимум год, звуковые фильмы стали преобладать на экранах США лишь в 1929 году. Первый советский звуковой художественный фильм — «Путёвка в жизнь» (1931). В СССР немые фильмы выпускались вплоть до середины 30-х годов. Одним из последних немых фильмов был, в частности, «Космический рейс» (1935).

## Знаменитые фильмы немого кино
Особенную славу немому кино принесли следующие фильмы:
- «Прибытие поезда на вокзал Ла-Сьота» (Франция, 1896)
- «Путешествие на Луну» (Франция, 1902)
- «Большое ограбление поезда» (США, 1903)
- «Вампиры» (Франция, 1915)
- «Рождение нации» (США, 1915)
- «Нетерпимость» (США, 1916)
- «Сломанные побеги» (США, 1919)
- «Голем» (Германия, 1920)
- «Кабинет доктора Калигари» (Германия, 1920)
- «Возница» (Швеция, 1921)
- «Малыш» (США, 1921)
- «Доктор Мабузе, игрок» (Германия, 1922)
- «Носферату. Симфония ужаса» (Германия, 1922)
- «Безопасность прениже всего!» (США, 1923)
- «Колесо» (Франция, 1923)
- «Алчность» (США, 1924)
- «Антракт» (Франция, 1924)
- «Аэлита» (СССР, 1924)
- «Багдадский вор» (США, 1924)
- «Последний человек» (Германия, 1924)
- «Стачка» (СССР, 1924)
- «Шерлок-младший» (США, 1924)
- «Менильмонтан» (Франция, 1924—1925)
- «Большой парад» (США, 1925)
- «Броненосец „Потёмкин“» (СССР, 1925)
- «Золотая лихорадка» (США, 1925)
- «Орочи»[англ.] (Япония, 1925)
- «Призрак Оперы» (США, 1925)
- «Генерал» (США, 1926)
- «Мать» (СССР, 1926)
- «Страница безумия» (Япония, 1926)
- «Фауст» (Германия, 1926)
- «Восход солнца» (США, 1927)
- «Крылья» (США, 1927)
- «Метрополис» (Германия, 1927)
- «Наполеон» (Франция, 1927)
- «Третья Мещанская» (СССР, 1927)
- «Ветер» (США, 1928)
- «Страсти Жанны д’Арк» (Франция, 1928)
- «Толпа» (США, 1928)
- «Цирк» (США, 1928)
- «Андалузский пёс» (Франция, 1929)
- «Человек с киноаппаратом» (СССР, 1929)
- «Ящик Пандоры» (Германия, 1929)
- «Земля» (СССР, 1930)
- «Огни большого города» (США, 1931)
- «Родиться-то я родился…» (Япония, 1932)
- «Танцовщица из Идзу» (Япония, 1933)

## Знаменитые персоны эпохи немого кинематографа
- Роско Арбакл
- Теда Бара
- Клара Боу
- Луиза Брукс
- Рудольф Валентино
- Пауль Вегенер
- Дзига Вертов
- Кинг Видор
- Абель Ганс
- Лиллиан Гиш
- Дэвид Уорк Гриффит
- Ксения Десни
- Александр Довженко
- Карл Теодор Дрейер
- Жуань Линъюй
- Фернан Зекка
- Фаина Раневская
- Игорь Ильинский
- Димитрий Кирсанов
- Бастер Китон
- Григорий Козинцев
- Джеймс Круз
- Анатолий Кторов
- Лев Кулешов
- Фриц Ланг
- Мария Лейко
- Макс Линдер
- Гарольд Ллойд
- Владимир Максимов
- Жорж Мельес
- Иван Мозжухин
- Фридрих Вильгельм Мурнау
- Алла Назимова
- Юлия Солнцева
- Мэри Пикфорд
- Эдвин Портер
- Яков Протазанов
- Всеволод Пудовкин
- Мак Сеннет
- Джордж Альберт Смит
- Леонид Трауберг
- Джеймс Уильямсон
- Дуглас Фэрбенкс
- Вера Холодная
- Чарли Чаплин
- Лон Чейни
- Виктор Шёстрём
- Эрих фон Штрогейм
- Сергей Эйзенштейн
- Евгений Бауэр
- Пола Негри

## Немое кино сегодня
К стилистике немого кинематографа обращаются многие современные режиссёры. Например, канадец Гай Мэддин, создатель таких лент как «Самая печальная музыка на свете» (2003) и «Клеймо на мозге» (2006), сделал приёмы дозвукового кинематографа неотъемлемой частью своей творческой манеры. В 2007 году заметным кинособытием стала лента «Антенна» аргентинского постановщика Эстебана Сапира, выдержанная в «эстетике немецкого экспрессионизма, французского авангарда и монтажного кино 1920-х». Крупный зрительский и фестивальный успех сопутствовал французской мелодраме «Артист» (2011), поставленной Мишелем Хазанавичусом, который обратился к стилистике раннего Голливуда. Фильм получил приз за лучшую мужскую роль на Каннском кинофестивале и пять премий «Оскар», в том числе за лучший фильм, лучшую режиссуру и лучшую мужскую роль.